# Al-Ahli Sports Club (Doha)
Pour les articles homonymes, voir Al Ahly.
Maillots
Al-Ahli Sports Club (en arabe : النادي الأهلي الرياضي), plus couramment abrégé en Al-Ahli SC, est un club qatarien de football fondé en 1950 et basé à Doha, la capitale du pays.
Le club évolue actuellement en D1 qatarienne.

## Palmarès
| \| - Coupe du Qatar (4) : - Vainqueur : 1972-73, 1980-81, 1986-87 et 1991-92. - Finaliste : 1974-75, 1983-84, 1984-85, 1997-98 et 2002-03. - Coupe Sheikh Jassem du Qatar : - Finaliste : 1998 et 2005. \| \| - Championnat du Qatar D2 (1) : - Champion : 2009. \| |  |                                                    |
| - Coupe du Qatar (4) : - Vainqueur : 1972-73, 1980-81, 1986-87 et 1991-92. - Finaliste : 1974-75, 1983-84, 1984-85, 1997-98 et 2002-03. - Coupe Sheikh Jassem du Qatar : - Finaliste : 1998 et 2005.                                                                |  | - Championnat du Qatar D2 (1) : - Champion : 2009. |

## Personnalités du club

### Effectif actuel[Quand?]
| N° | Nat.             | Poste | Nom du joueur                            |
| -- | ---------------- | ----- | ---------------------------------------- |
| 1  | Drapeau du Qatar | G     | Abdulaziz Al-Harqan                      |
| 80 | Drapeau du Qatar | G     | Omar Adam                                |
| 90 | Drapeau du Qatar | G     | Ivanildo Rodrigues                       |
| 99 | Drapeau du Qatar | G     | Marwan Badreldin                         |
| 2  | Drapeau du Qatar | D     | Ali Faidh Itshi                          |
| 3  | Drapeau du Qatar | D     | Hassan Al-Haifi                          |
| 6  | Drapeau du Qatar | D     | Mohammed Al-Nuaimi (en prêt d'Al-Duhail) |
| 18 | Drapeau du Qatar | D     | Jassem Omar                              |
| 19 | Drapeau du Qatar | D     | Eisa Qadri                               |
| 25 | Drapeau du Qatar | D     | Mohammed Raed                            |
| 88 | Drapeau du Qatar | D     | John Benson                              |
| 5  | Drapeau du Qatar | M     | Salah Al-Yahri                           |
| 7  | Drapeau du Qatar | M     | Mohsen Al-Yazidi                         |

| No. | Nat.                 | Position | Nom du joueur                         |
| --- | -------------------- | -------- | ------------------------------------- |
| 8   | Drapeau du Qatar     | M        | Mohammed Abdelnasser                  |
| 11  | Drapeau du Paraguay  | M        | Hernán Pérez                          |
| 14  | Drapeau du Qatar     | M        | Khaled Mohammed (en prêt d'Al-Duhail) |
| 22  | Drapeau du Qatar     | M        | Farid Ibrahim                         |
| 27  | Drapeau du Qatar     | M        | Ali Qadri                             |
| 77  | Drapeau du Qatar     | M        | Babou Sidiki Barro                    |
| 12  | Drapeau du Qatar     | A        | Magid Mohamed                         |
| 17  | Drapeau du Qatar     | A        | Nasser Khalfan                        |
| 23  | Drapeau du Qatar     | A        | Abdulrasheed Umaru                    |
| 26  | Drapeau du Qatar     | A        | Salem Khalifah                        |
| 38  | Drapeau de la France | A        | Sekou Yansané                         |

### Anciens joueurs
- Pep Guardiola
- Hicham Aboucherouane
- Nabil El Zhar
- Mohsine Moutouali
- Mouhcine Iajour (2015-2016)
- Cédric Sabin
- Kaliph Sidibé
- Meshal Abdulla (2008-10)
- Saad Al-Shammari (2003-04)
- Waleed Jassem (2002-03)
- Caló (2003-05)
- Zé Piguita (2003-06)
- Olivier Tia (2008-11)
- Dioko Kaluyituka (2011-2015)
- John Benson (2009-)
- Agyemang Opoku (2011)
- Lamine Diatta (2009-10)
- Farshad Pious (1988-89)
- Rahman Rezaei (2009-10)
- Badar Al-Maimani (2005-07)
- Khalifa Ayil (2009-10)
- Hassan Mudhafar (2005-07)
- Mohammed Rabia (2010-11)
- Firas Al-Khatib (2005)
- Shavkat Mullajanov (2011-)
- Gunter Van Handenhoven (2007-08)
- Olivier Kapo (2011)
- Christian Wilhelmsson (2011-12)
- Ewerthon (2012-)
- Fabiano Eller (2010-11)
- Gabriel Lima (2007)
- Júlio César do Nascimento (en) (2009-10)
- Wagner Ribeiro (2009-11)
- Iván Hurtado (2006)

## Évolution du blason

Ancien blason
Blason actuel